# کاتولیکا
کاتولیکا (به ایتالیایی: Cattolica) یک کومونه در ایتالیا است که در استان ریمینی واقع شده‌است.

## خصوصیات
کاتولیکا ۵ کیلومترمربع مساحت و ۱۶٬۲۳۳ نفر جمعیت دارد و ۱۲ متر بالاتر از سطح دریا واقع شده‌است.

## خواهرخوانده
شهرهای دبرسن، کورتینا دامپتزو، هدنین، سنت دی و Faches-Thumesnil خواهرخوانده‌های کاتولیکا هستند.

## نگارخانه

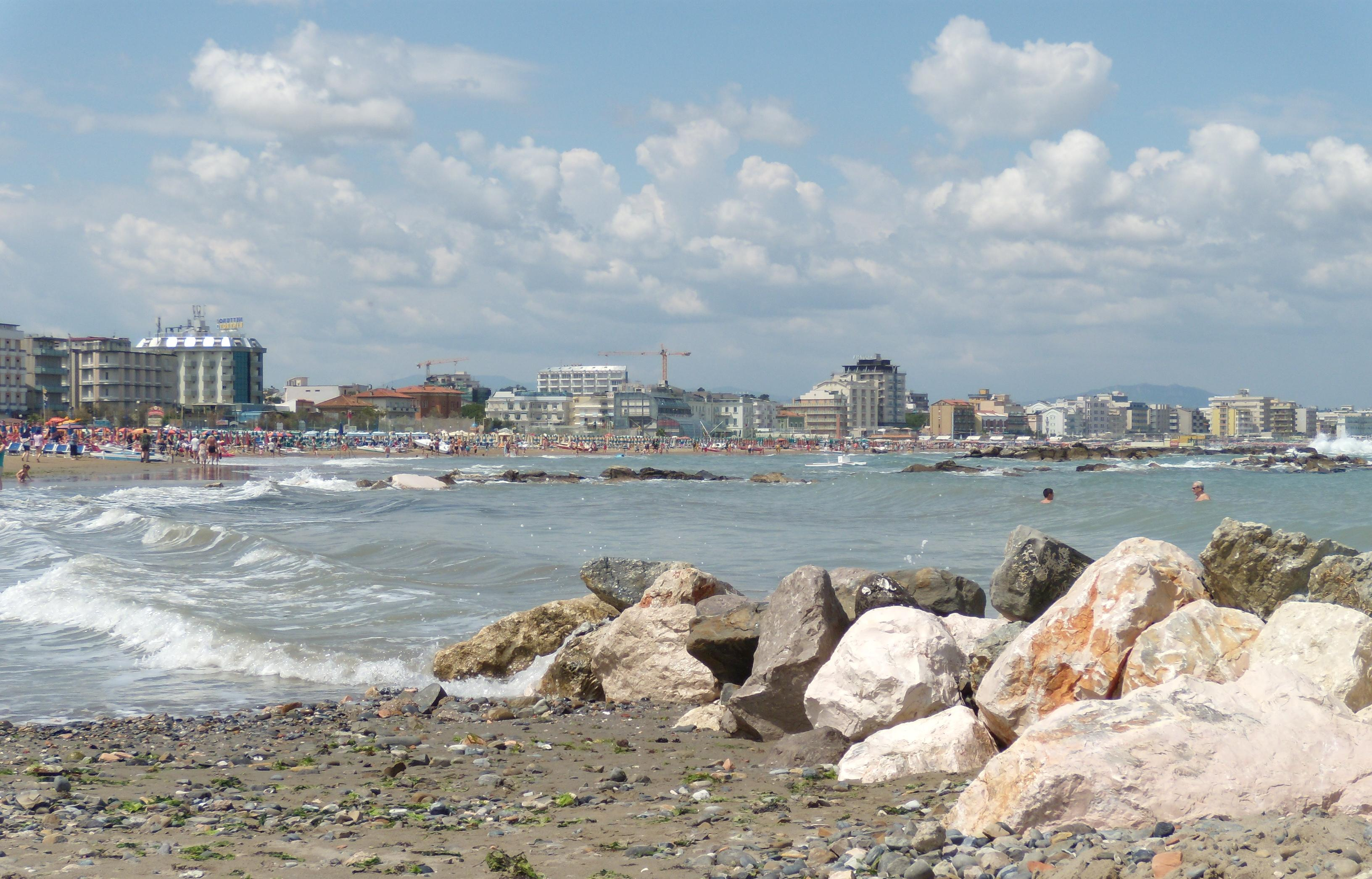
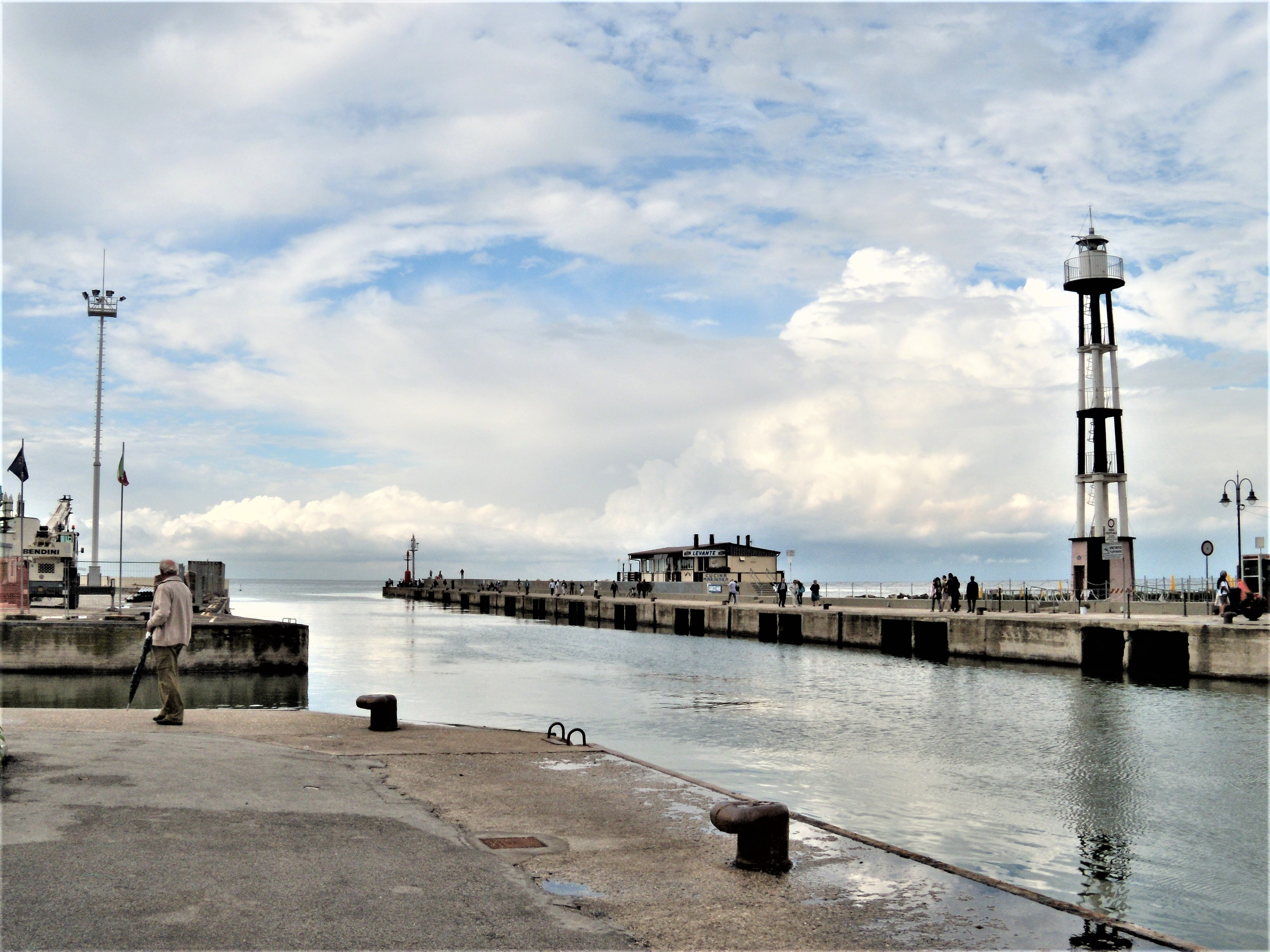
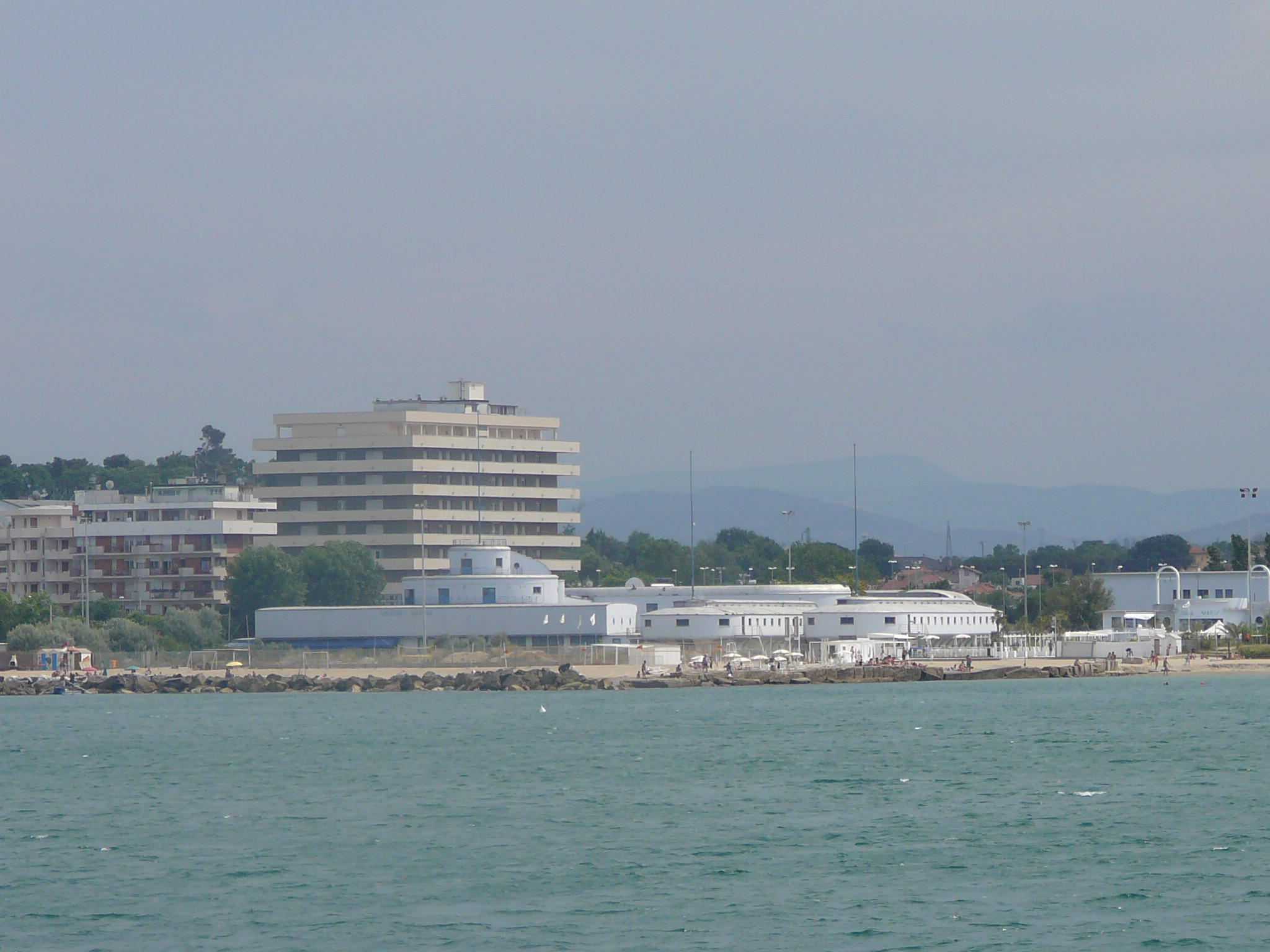
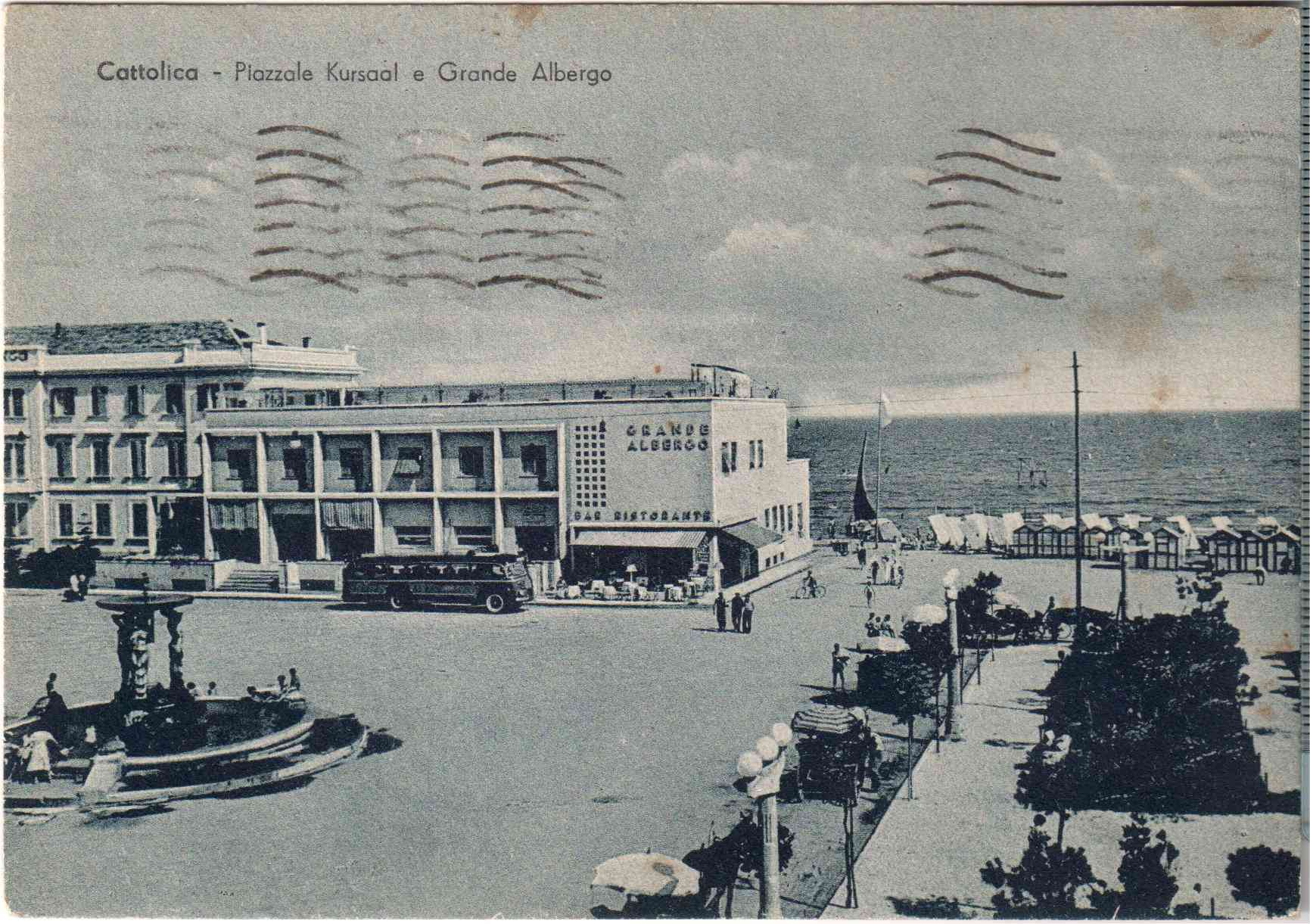
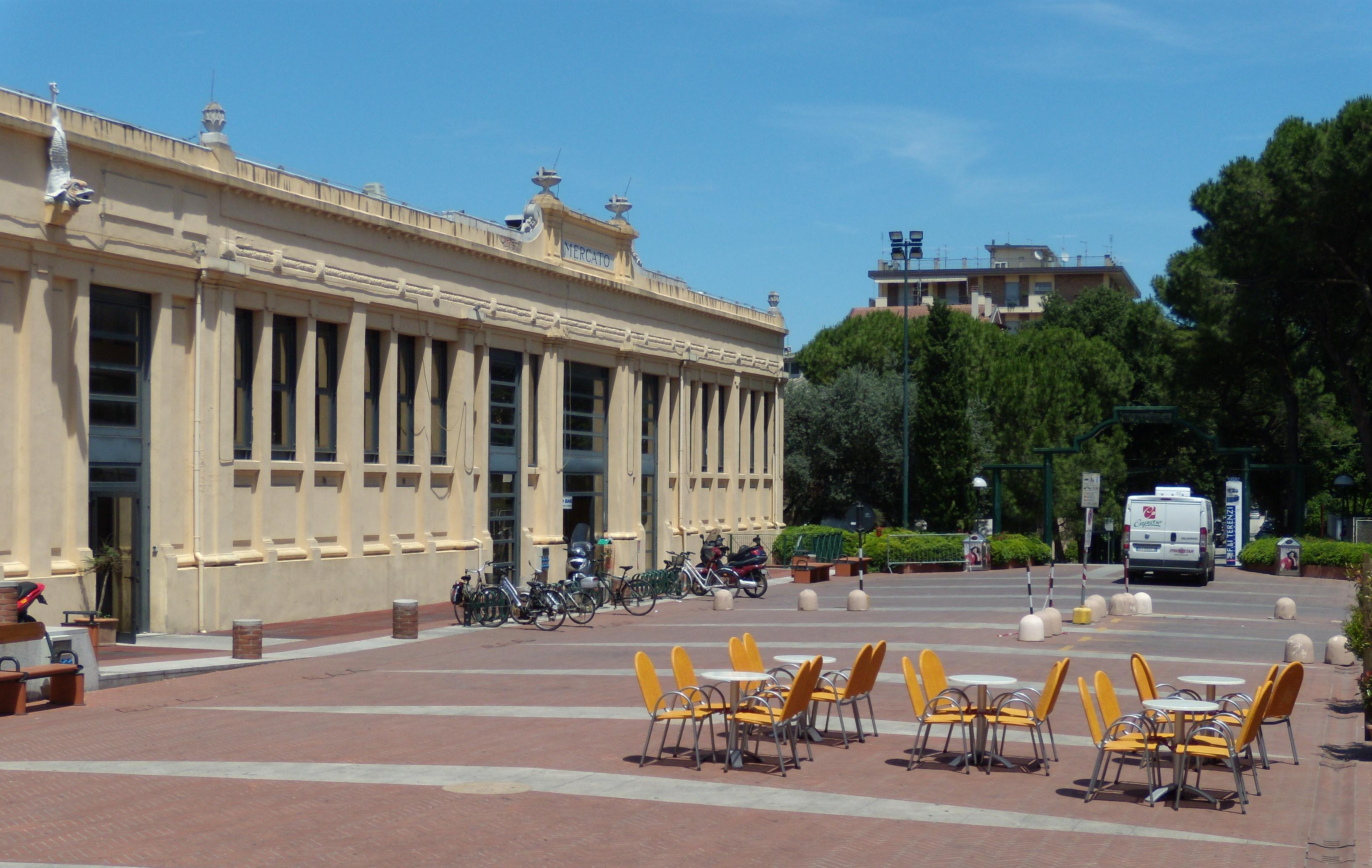
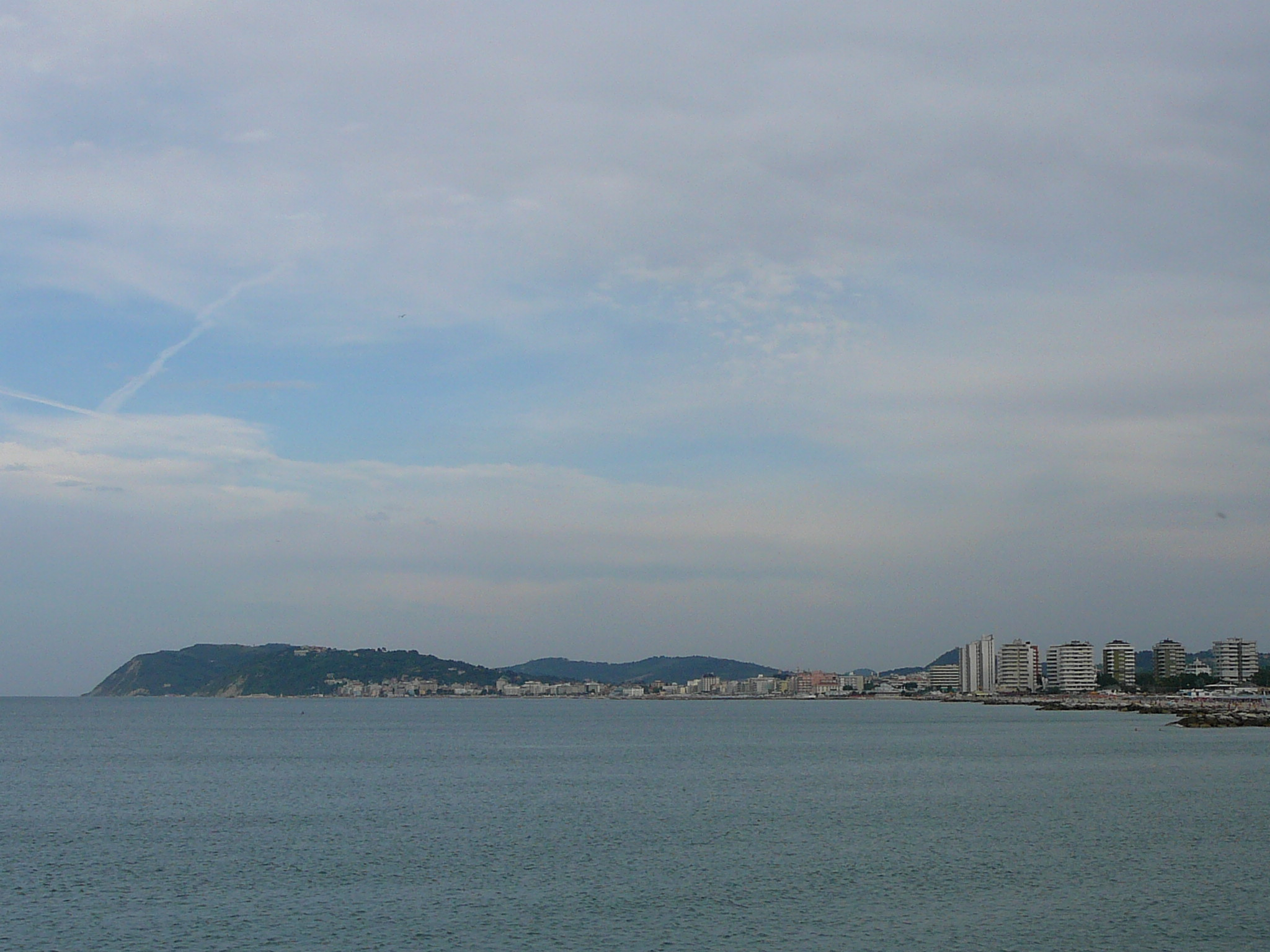
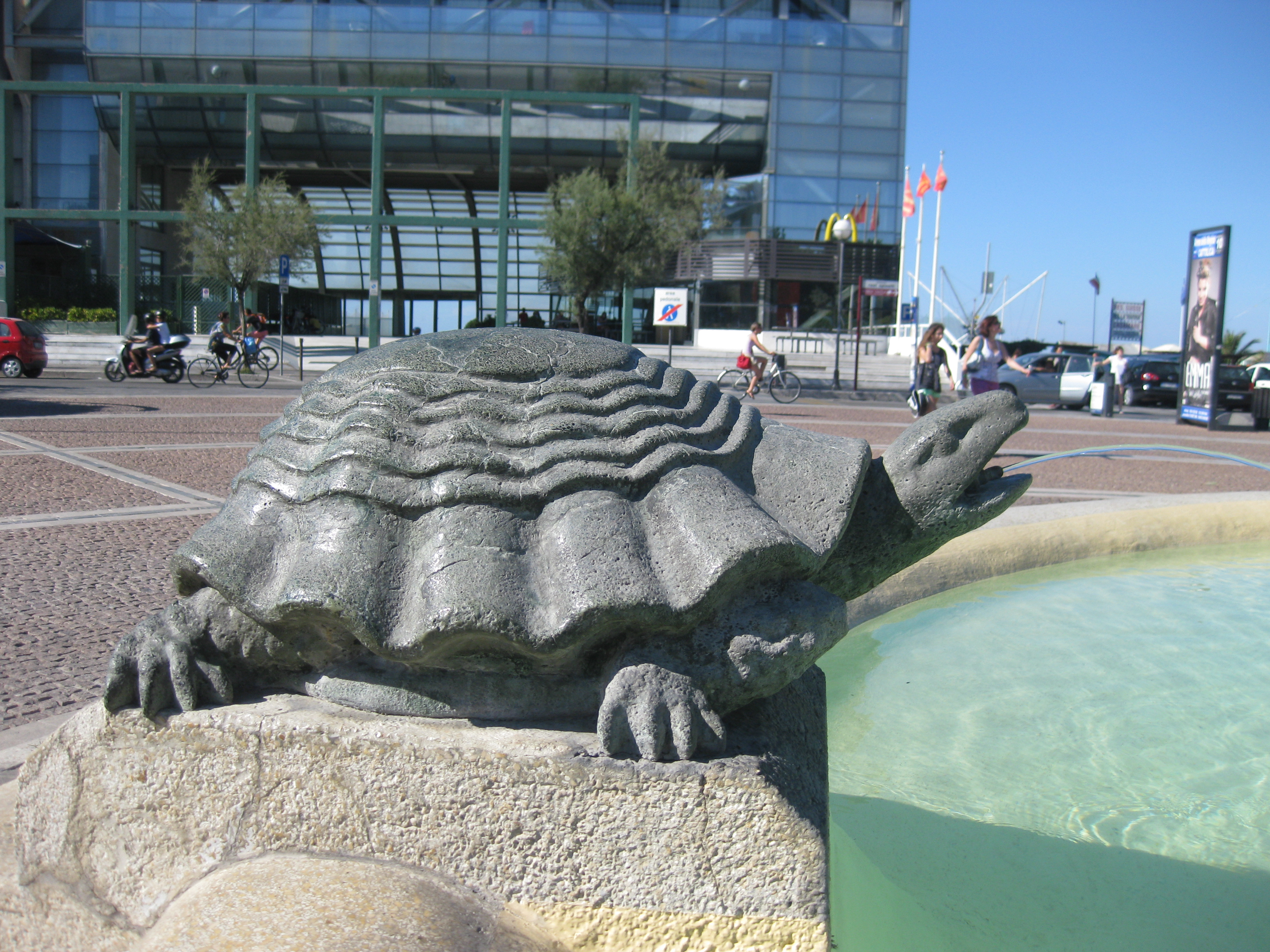
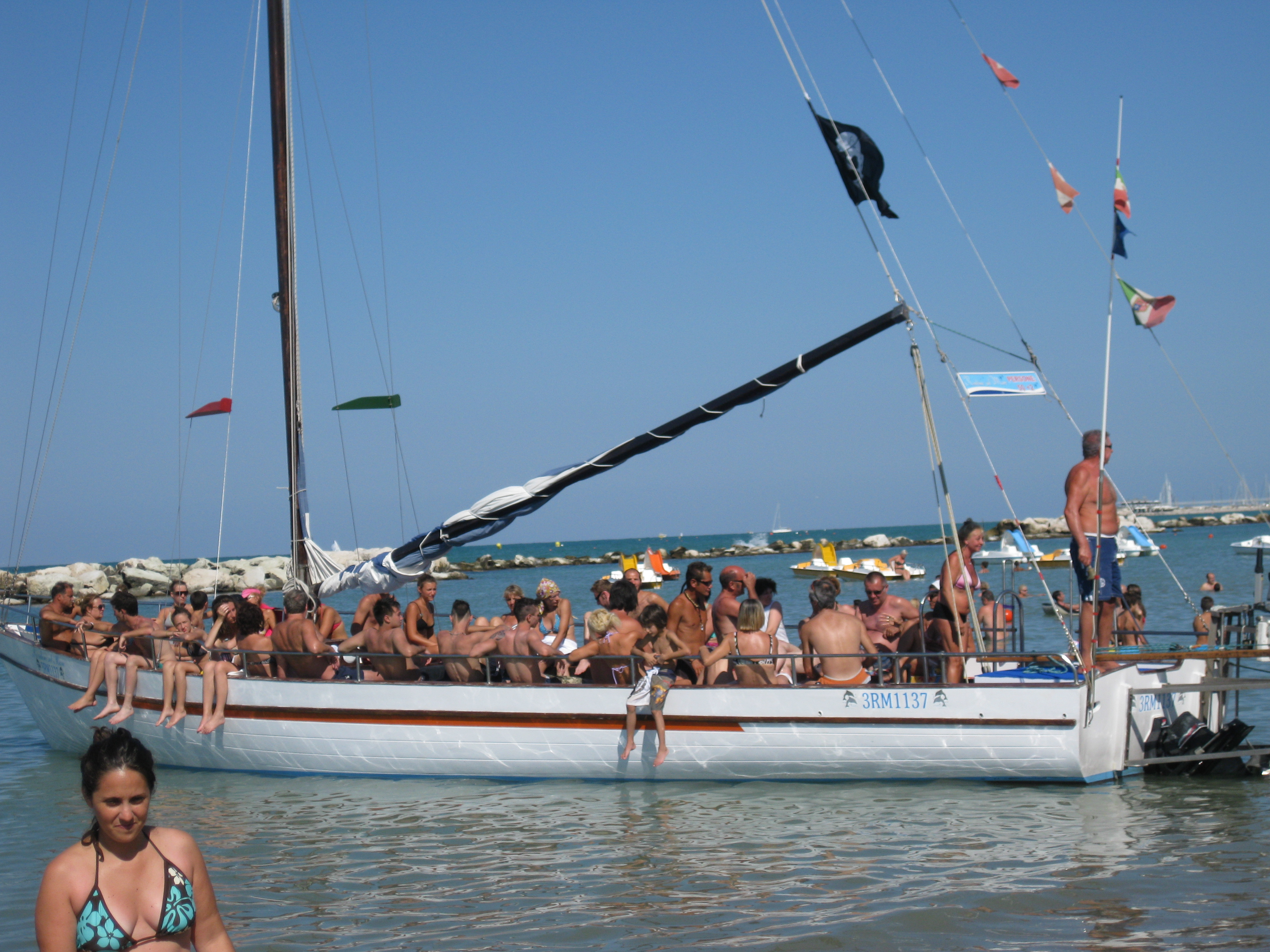
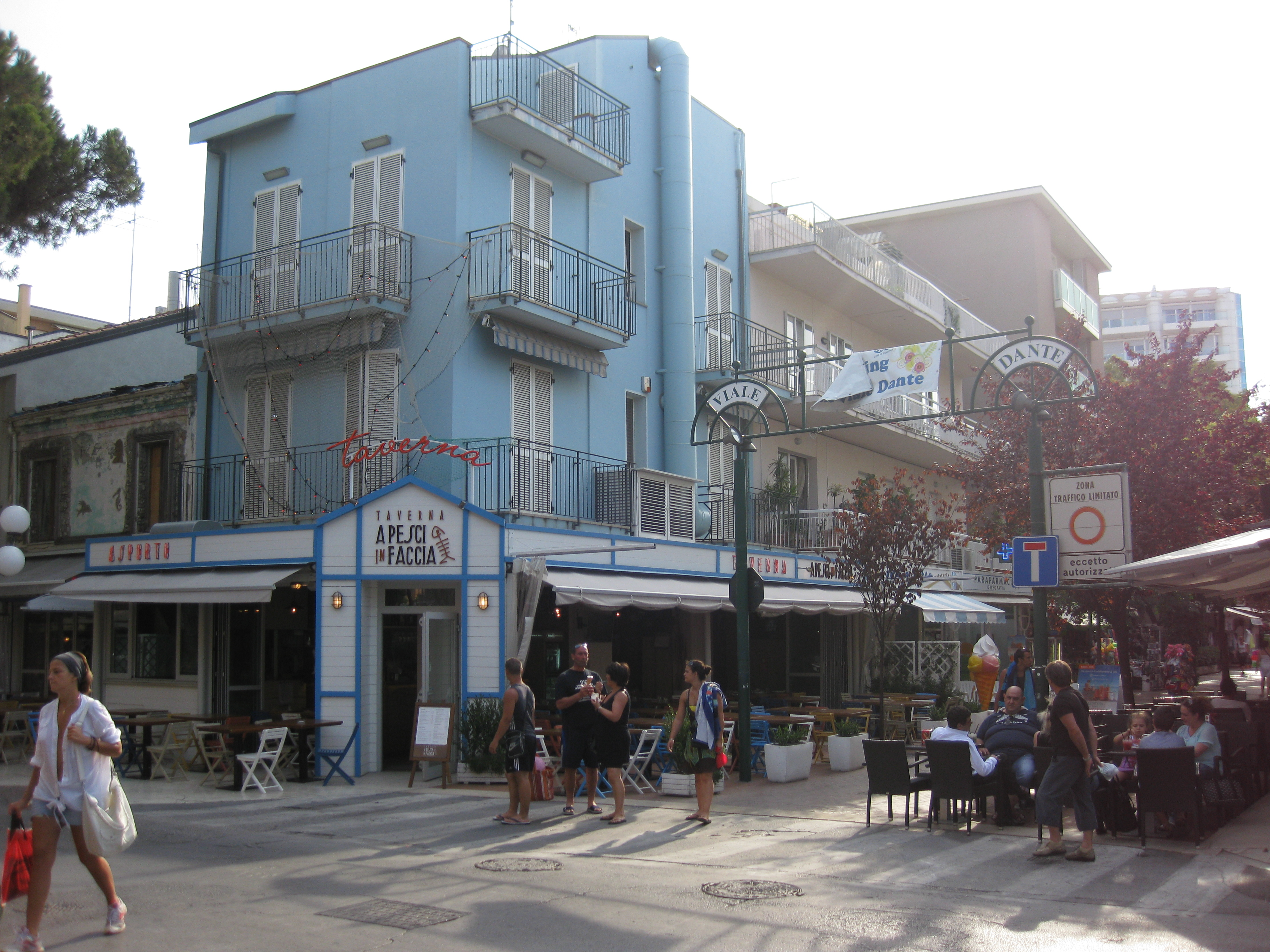
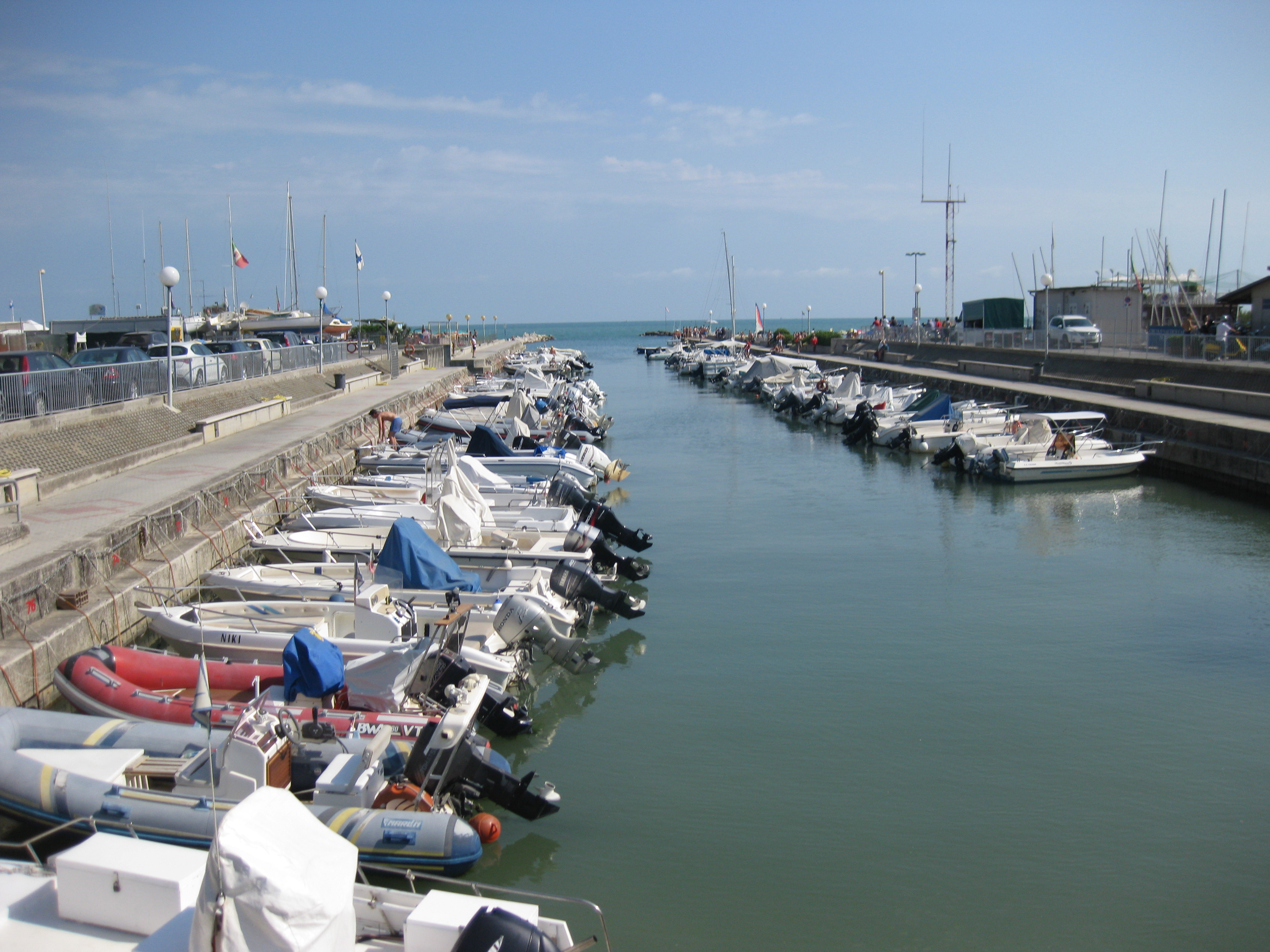
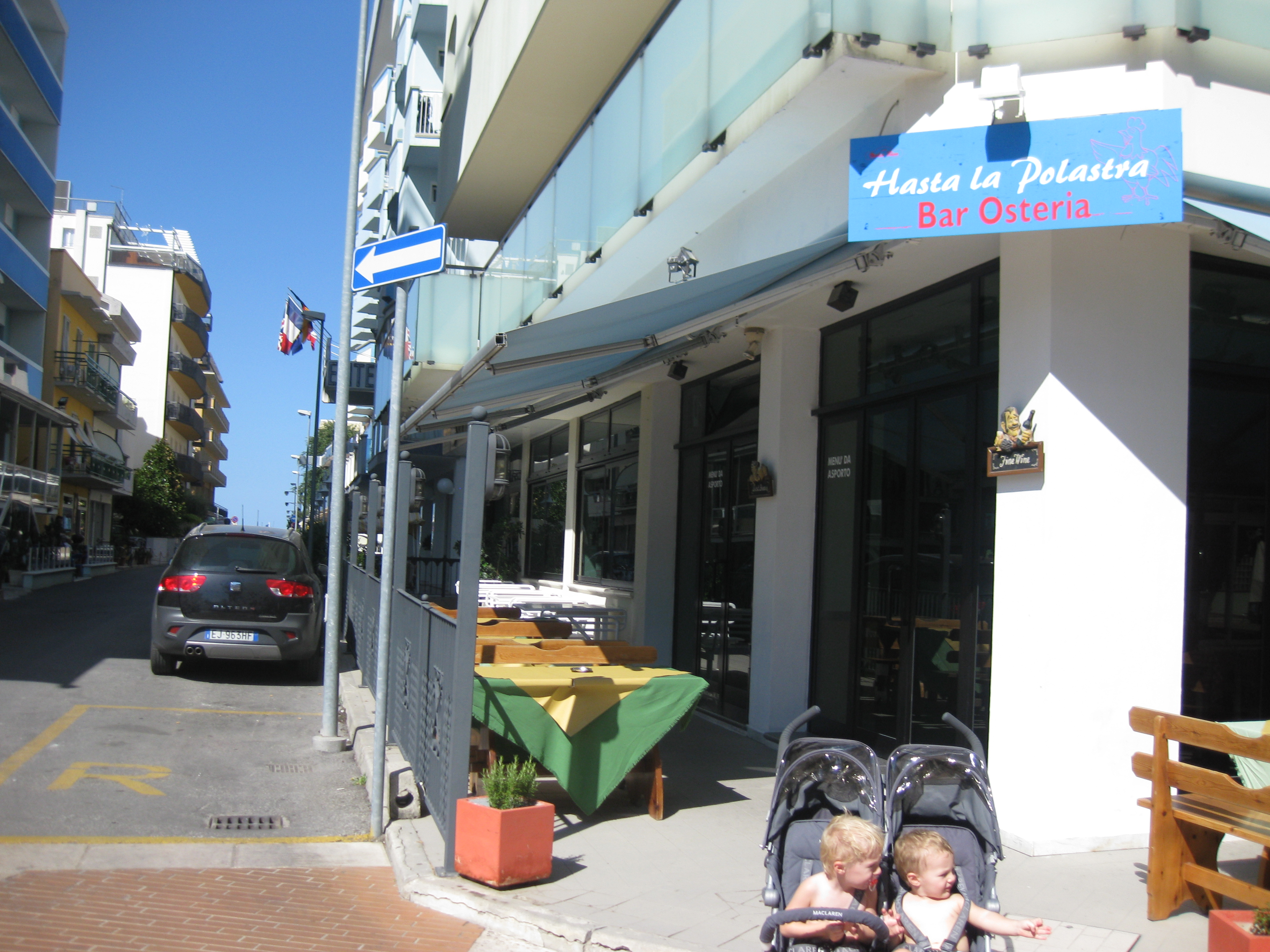
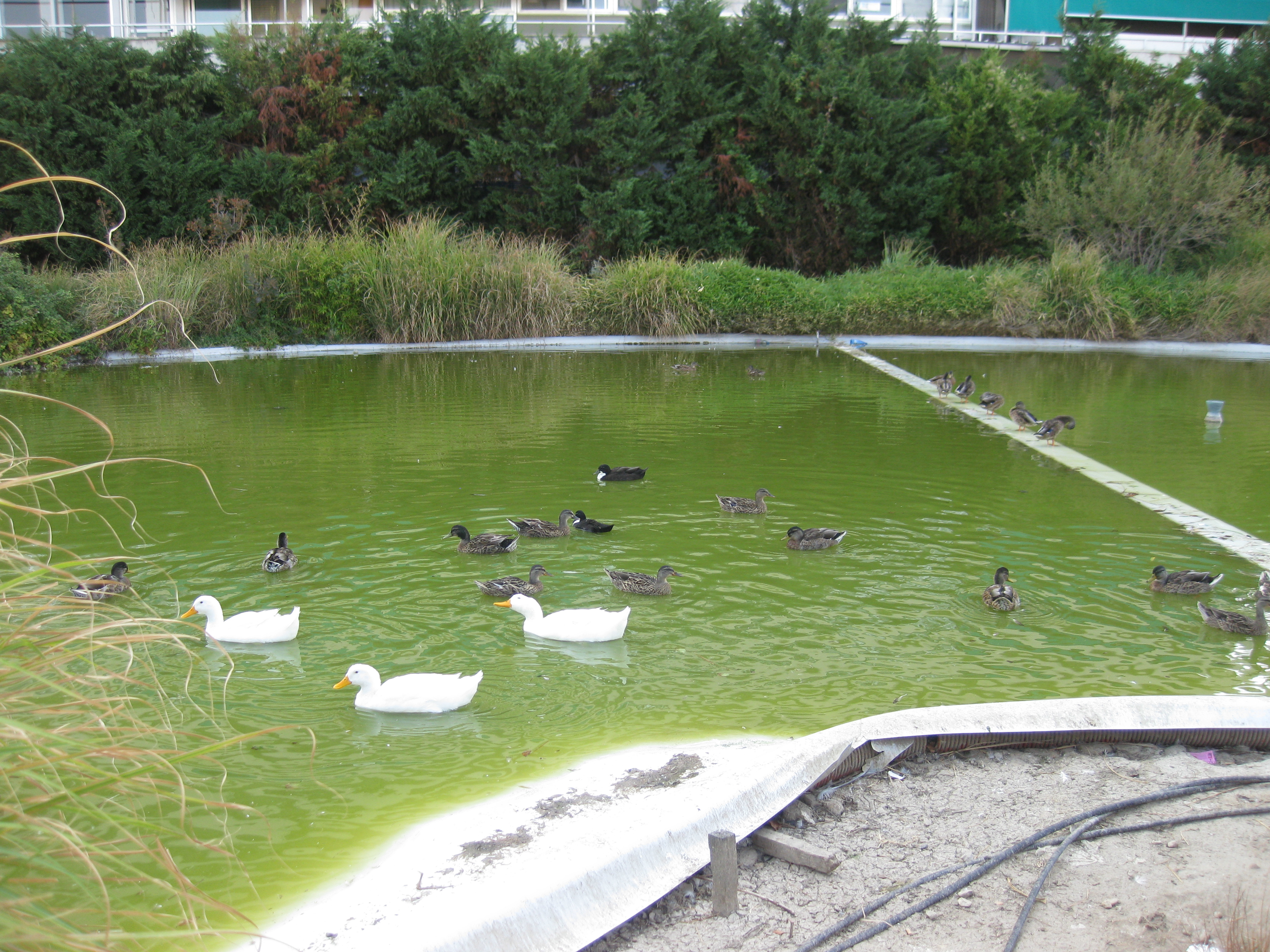
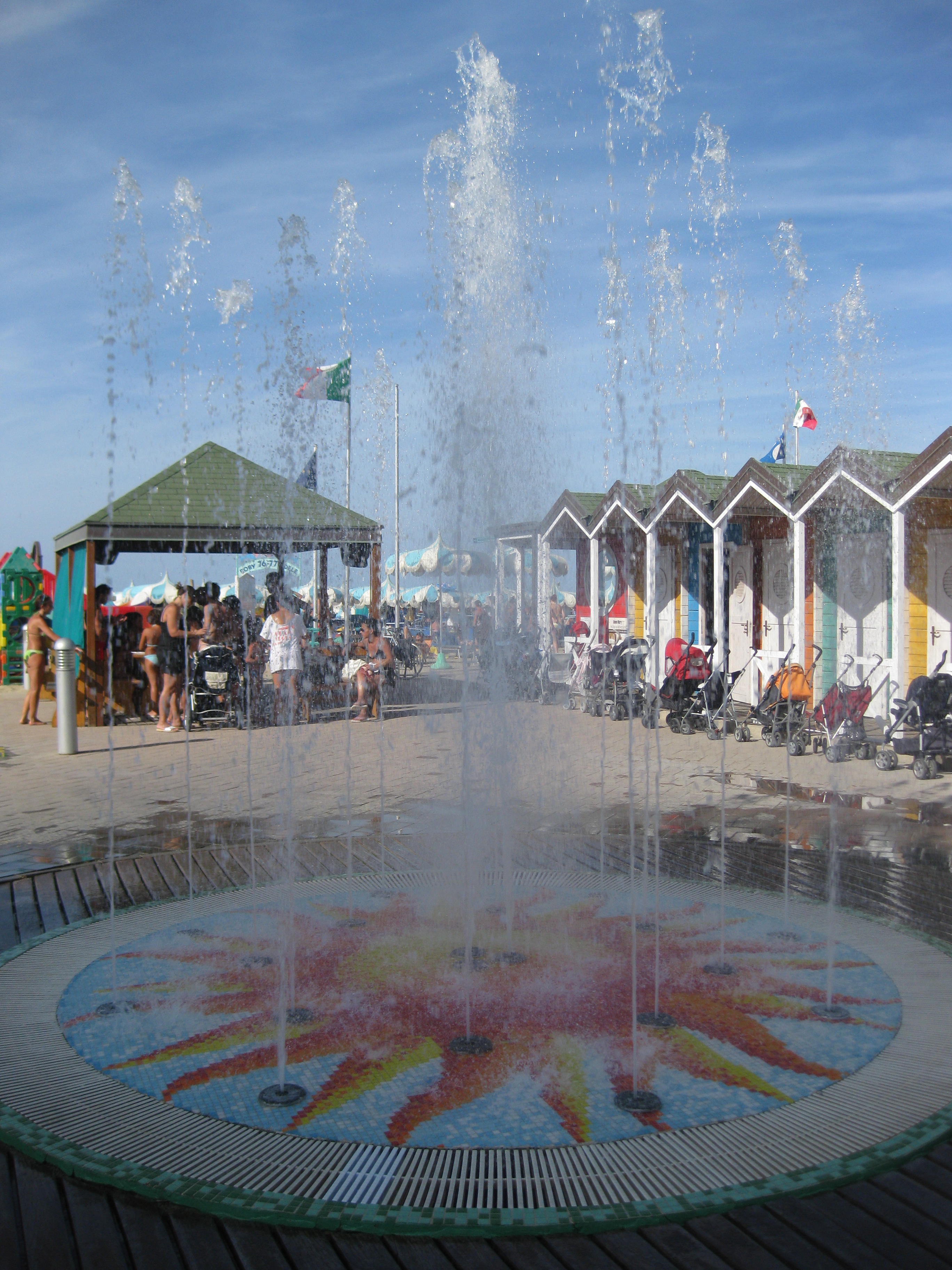